# 納粹大屠殺的受害者

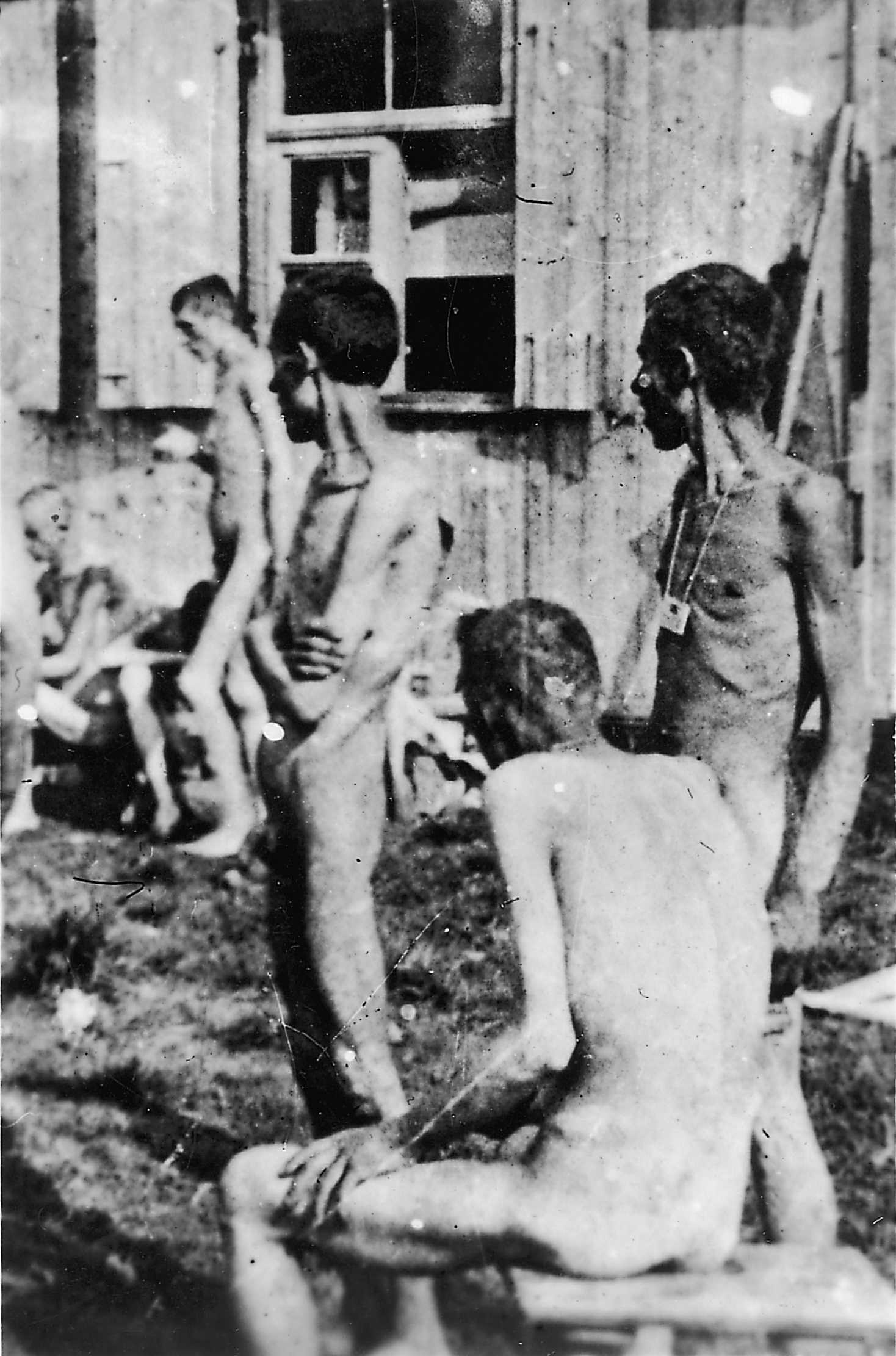
布痕瓦尔德集中营的囚犯（1945年4月16日）

納粹大屠殺的受害者指那些因「種族」、「宗教信仰」、「政治立場」或「性别取向」而遭受納粹德國政府大屠殺的受害者。
其中除了猶太人外，納粹德國的迫害對象還包括其他被他們視為「低劣、不良或危險的」群體，包括波蘭人（其中有250萬個波蘭兒童被殺）和蘇聯人（尤其是戰俘）、其他国家（除苏联和波兰之外）的斯拉夫人、羅姆人（又稱為吉卜賽人) 及其他非雅利安人的民族；還有残疾人士如心理或精神疾患患者、聾啞人士、智力障礙人士，或是同性戀群體及變性群體等性少数者存在；政治對手如共產主義者、社會民主主義者和社會主義者；以及宗教上的異見人士，如耶和華見證人的成員。在戰爭期間，納粹德国共系統性地殺害了約600萬猶太人及非猶太族的1100萬人。納粹大屠殺造成共1700萬左右的人死亡。